# 1934 en photographie
| Années de la photographie : 1931 - 1932 - 1933 - 1934 - 1935 - 1936 - 1937    |
| Décennies de la photographie : 1900 - 1910 - 1920 - 1930 - 1940 - 1950 - 1960 |

Cet article présente les faits marquants de l'année 1934 en photographie.

## Événements
- L'entreprise japonaise Seiki-kõgaku-kenkyūjo qui deviendra Canon conçoit le Kwanon, premier prototype d'appareil photographique argentique japonais.
- Fondation à Paris du studio photographique Studio Harcourt par la photographe Germaine Hirschfeld (dite Cosette Harcourt), Robert Ricci et les frères Jacques et Jean Lacroix ; il se spécialise dans la photographie en noir et blanc des personnalités parisiennes et françaises du cinéma et du milieu de la culture[1].
- Robert Doisneau est embauché par le chef du service photographique du constructeur automobile Renault à Boulogne-Billancourt comme photographe industriel.
- Le photographe allemand Willy Maywald, installé à Paris depuis 1931, ouvre son premier studio « May Va » au 12 rue Victor-Considérant.
- 7 décembre : création officielle à Paris de l'agence photographique Alliance-Photo.
- Création aux États-unis de la Photographic Society of America (PSA).

## Photographies notables
- Man Ray, Échiquier surréaliste, photomontage de vingt portraits d'artistes surréalistes, alternés sur fonds blanc et fonds noir[2].

## Livres de photographies
- Lise Deharme, Le Coeur de Pic : trente-deux poèmes pour les enfants. Illustrés de vingt photographies par Claude Cahun, Paris, José Corti, 1937[3].
- Georges Simenon, Les Suicidés, Paris, Gallimard, roman illustré de photographies de Marcel Bovis.

## Festivals et congrès photographiques
- octobre : 29e Salon international d'art photographique, Hôtel de la Société française de photographie, Paris.

## Naissances
- 23 janvier : Chenz, technicien et auteur sur la photographie français, mort le 7 décembre 1991.
- 12 février : Enrique Metinides, photographe et photojournaliste mexicain, spécialisé  dans les photographies d'accidents, d'incendies et de crimes, mort le 10 mai 2022.
- 20 février : Ziki Robertson (Myrtle Olive Felix Robertson, 11e baronne Wharton), connue professionnellement sous le nom de Ziki Arnot, photographe, mannequin et actrice britannique, morte le 15 mai 2020.
- 25 février : Masahisa Fukase, photographe japonais, mort le 9 juin 2012.
- 24 mars : Mimmo Jodice, photographe italien.
- 16 juin : Hubert Henrotte, photographe de presse français, fondateur des agences Gamma et Sygma, mort le 20 novembre 2020.
- 14 juillet : Lee Friedlander, photographe américain.
- 8 août : Sam Nzima, photographe sud-africain, mort le 12 mai 2018.
- 14 août : Lucien Clergue, photographe français, mort le 15 novembre 2014.
- 19 août : Monique Jacot, photographe et reporter-photographe indépendante suisse, connue pour son travail sur la condition féminine en Suisse, morte le 6 août 2024.
- 2 septembre : Hilla Becher, photographe allemande, spécialisée avec son mari Bernd Becher dans la photographie d'installations industrielles, morte le 10 octobre 2015.
- 5 septembre : John Loengard, reporter-photographe, écrivain et éditeur américain, mort le 24 mai 2020.
- 6 septembre : Georges Azenstarck, journaliste et photographe français, mort le 2 septembre 2020.
- 13 septembre : Madeleine de Sinéty, photographe franco-américaine, morte le 22 décembre 2011.
- 11 octobre : Peter Hujar, photographe américain, mort le 26 novembre 1987.
- 12 octobre : Constantine Manos (en), photographe américain d'origine grecque, membre de l'agence Magnum, mort le 2 janvier 2025.
- 5 novembre : Édouard Kutter, photographe luxembourgeois, éditeur d'ouvrages d'art et galeriste, mort le 17 mai 2022.
- 8 novembre : Georges Vercheval, photographe et historien de la photographie belge, fondateur du musée de la photographie à Charleroi.
- 16 novembre : Steve Schapiro, photojournaliste américain, mort le 15 janvier 2022.

- Date précise inconnue ou non renseignée :  
  - Helena Almeida, photographe portugaise, morte le 25 septembre 2018.
  - Francis Bailly, photojournaliste français, mort au Cambodge pendant la guerre du Viêt Nam le 19 février 1971.
  - Larry Siegel, photographe et galeriste américain, mort le 9 janvier 2020.
  - Hideki Fujii, photographe japonais, mort le 3 mai 2010.

## Décès
- 6 avril : Louis Boutan, biologiste et photographe français, né le 6 mars 1859.
- 19 avril : Kusakabe Kimbei, photographe japonais, né le 27 novembre 1841.
- 23 juin : Gabrielle Hébert, photographe française d'origine allemande, née le 3 janvier 1853.
- 27 juillet : Elizabeth Hawkins-Whitshed, écrivaine, photographe et alpiniste britannique, née le 26 juin 1860.
- 28 août : Doris Ulmann, photographe américaine, née le 29 mai 1882.
- 13 octobre : Gertrude Käsebier, photographe portraitiste américaine, née le 18 mai 1852.
- 17 octobre : Santiago Ramón y Cajal, histologiste, neuroscientifique et photographe espagnol, mort le 1er mai 1852.
- 14 novembre : Gabriel Cromer, photographe, historien de la photographie et collectionneur français, né le 1er avril 1873.
- 17 novembre : Gaëtan Gatian de Clérambault, psychiatre, ethnographe et photographe français, né le 2 juillet 1872.
- 14 décembre : Roland Reed, photographe americain, né le 22 juin 1864.

## Célébrations

### Centenaire de naissance
- Alfonso Begué
- Samuel Bourne
- Armand Dandoy
- Émile Garreaud
- Giuseppe Incorpora
- Thereza Dillwyn Llewelyn
- Pietro Marubi
- Albrecht Meydenbauer
- Désiré van Monckhoven
- Jacob Olie
- Émile Placet
- Clément Sans
- Camille Silvy
- Giorgio Sommer
- Walter Bentley Woodbury